# Давид бен Хасін
Давид бен Хасін (араб. Абу Сулейман йбн Хусейн; X ст.) - видатний караїмський учений і літургійний письменник X ст.
Давид першим встановив тверді правила і час для богослужіння - два рази на день, при сході і заході сонця. Встановлені ним правила були настільки правильні, релігійні, що повсюдно були прийняті і з малими змінами назавжди залишилися обов'язковими. Він же написав книгу "Сіддур Тефіллот" (סידור תפילות - Молитовник). Богослужіння у караїмів хоч складалася з псалмів, пророцтв і літургійних піснеспівів; але встановлених, визнаних молітвоспівів до бен Хасіна не існувало. У своєму молитовнику Давид помістив багато проповідей і пояснень, які наступними літургійними письменниками були вилучені з нього.